# موریس فردیناند ویلکس
موریس فردیناند ویلکس (به انگلیسی: Maurice Ferdinand Wilks) (زاده ۱۹۰۴ - درگذشته ۱۹۶۳) کارآفرین، طراح خودرو و مدیر ارشد اجرایی بریتانیایی بود، که در سال ۱۹۴۸ لندرور را تأسیس نمود.
ویلکس اندکی پس از پایان جنگ جهانی دوم به ریاست هیئت مدیره گروه روور انتخاب شد. وی در سال ۱۹۴۷ در زمان تعطیلات تابستان، در مزرعه شخصی‌اش در نیوبارو، ولز، با استفاده از شاسی و اکسل خودروی ویلیس ام‌بی، که متعلق به شرکت آمریکایی جیپ بود، شروع به ساخت نخستین مدل از خودروهای لندرور نمود. این مدل، بعدها لندرور سری ۱ نام گرفت.